# Brian Vad Mathiesen
Brian Vad Mathiesen (født 10. oktober 1978) er en dansk ingeniør og professor i energiplanlægning og vedvarende energisystemer ved Aalborg Universitet. Han har en ph.d. i anvendelse af brændselsceller og elektrolyseanlæg i fremtidens energisystem (Fuel cells and Electrolysers in Energy Systems) (2008).
Internationalt er Brian Vad Mathiesen blandt verdens 1% mest citerede forskere målt på videnskabelige artikler indenfor ingeniørvidenskab fra 2015 til 2022 ifølge Clarivate Web of Science liste over mest citerede forskere globalt.
Han har ledt utallige forskningsprojekter i Danmark og international og stået bag kandidatuddannelsen i bæredygtig byudvikling ved Aalborg Universitet som startede i 2012. Han har deltaget i ekspertgruppen for Europas energiomstilling under Science Advice for Policy by European Academies (SAPEA) samt ekspertgrupper om elinfrastruktur og energiforskning i EU-Kommissionen. I 2020 blev han chefredaktør for det nystiftede videnskabelige tidsskrift Smart Energy under Elsevier.
I 2022 blev han den mest citerede forsker i danske medier. Ifølge top 50- opgørelsen, som Infomedia har lavet for Akademikerbladet, blev Mathiesen citeret 2183 gange på web, print, i radio og på tv i løbet af 2022.
Professor Brian Vad Mathiesen er særligt blevet kendt for at vurdere Danmarks og Europas situation og muligheder under energikrisen, siden Rusland angreb Ukraine den 24. februar i 2022. Allerede i 2006 udgav han sammen med Henrik Lund, det første bud på et dansk energisystem baseret på 100 % vedvarende energi i samarbejde med Ingeniørforeningen Danmark (IDA). Han er med på holdet der stod bag Heat Roadmap Europe studierne, som giver anbefalinger til fremtidens varmeforsyning i Europa. Han er optaget i Kraks Blå Bog og medlem af Akademiet for de Tekniske Videnskaber. 

## Uddannelse og forskning
Mathiesen afsluttede sin kandidatgrad som civilingeniør i Miljø- og Energiplanlægning ved Aalborg Universitet i 2003. Fra 2004 til 2005 arbejdede han som energi- og miljøplanlægger. Efter dette færdiggjorde Matthiesen sin ph.d. i 2008 og blev i den forbindelse ansat som adjunkt ved Aalborg Universitet. Fra år 2010 til 2013 arbejdede han som Lektor ved Aalborg Universitet, og  i 2014 blev han professor ved samme uddannelsesinstitution. Derudover har han bl.a. være gæsteprofessor ved Zagreb Universitet og Stanford University. 
Brian Vad Mathiesen forsker i fremtidens energisystemer, herunder energisystemanalyser, energibesparelser, energilagring, integration af vedvarende energi, 100 % vedvarende energisystemer, samfundsøkonomiske konsekvensanalyser, offentlig regulering og energimarkeder. Han er en af de ledende forskere bag konceptet Smart Energy System og electrofuels.

## Udvalgte værker og publikationer
- Henrik Lund et al.: The status of 4th generation district heating: Research and results. In: Energy 164, (2018), 147-159, doi:10.1016/j.energy.2018.08.206.
- D. Connolly, H. Lund, B. V. Mathiesen: Smart Energy Europe :The technical and economic impact of one potential 100% renewable energy scenario for the European Union. In: Renewable and Sustainable Energy Reviews 60, (2016), 1634–1653, doi:10.1016/j.rser.2016.02.025.
- B. V. Mathiesen, H. Lund, D. Conolly, H. Wenzel, P.A. Østergaard, B. Möller, S. Nielsen, I. Ridjan, P. Karnøe, K. Sperling, F. K. Hvelplund, Smart Energy Systems for coherent 100% renewable energy and transport solutions. In: Applied Energy 145, (2015), 139-154, doi:10.1016/j.apenergy.2015.01.075.
- D. Connolly, H. Lund, B.V. Mathiesen, S. Werner, B. Möller, U. Persson, T. Boermans, D. Trier, P.A. Østergaard, S. Nielsen, Heat Roadmap Europe: Combining district heating with heat savings to decarbonise the EU energy system. In: Energy Policy 65, (2014), 475–489, doi:10.1016/j.enpol.2013.10.035.
- H. Lund, B. V. Mathiesen, The role of Carbon Capture and Storage in a future sustainable energy system. In: Energy 44, Issue 1, (2012) 469–476, doi:10.1016/j.energy.2012.06.002.
- H. Lund, A. N. Andersen, P. A. Østergaard, B. V. Mathiesen, D. Conolly, From electricity smart grids to smart energy systems – A market operation based approach and understanding. In: Energy 42, Issue 1, (2012) 96–102, doi:10.1016/j.energy.2012.04.003.
- B. V. Mathiesen, H. Lund, K. Karlsson, 100% Renewable energy systems, climate mitigation and economic growth. In: Applied Energy 88, Issue 2, (2011) 488–501, doi:10.1016/j.apenergy.2010.03.001.
- D. Conolly, H. Lund, B.V. Mathiesen, M Leahy, A review of computer tools for analysing the integration of renewable energy into various energy systems. In: Applied Energy 87, Issue 4, (2010), 1059–1082, doi:10.1016/j.apenergy.2009.09.026.
- H. Lund, B. Möller, B.V. Mathiesen, A. Dyrelund, The role of district heating in future renewable energy systems. In: Energy 35, Issue 3, (2010), 1381-1390, doi:10.1016/j.energy.2009.11.023.
- B.V. Mathiesen, H. Lund, Comparative analyses of seven technologies to facilitate the integration of fluctuating renewable energy sources. In: IET Renewable Power Generation 3, Issue 2, (2009), 190–204, link.
- H. Lund, B.V. Mathiesen, Energy system analysis of 100% renewable energy systems - The case of Denmark in years 2030 and 2050. In: Energy 34, Issue 5, (2009), 524–531, doi:10.1016/j.energy.2008.04.003.
- B.V. Mathiesen, H. Lund, P. Nørgaard, Integrated transport and renewable energy systems. In: Utilities Policy 16, Issue 2, (2008), 107–116, doi:10.1016/j.jup.2007.11.007.